# Eivissa (revista)
La revista Eivissa és una publicació semestral en català, que inicialment comptava amb col·laboracions en castellà. Publicada des del 1972 com a represa de la revista Ibiza, en castellà (amb alguna poesia en català i cançons i un refranyer de l'illa). La publicació es divideix en tres èpoques, ja que al llarg de la seva existència s'hi van produir canvis formals i d'entitat. Publicada en dues èpoques per la Societat Ebusus (1944-50) quan el seu màxim impulsor fou Antoni Costa Ramon, bibliotecari de la societat en aquell moment, i per l'Institut d'Estudis Eivissencs (1953-60) amb el nom d'Ibiza, En l'actualitat, i des de 1972 la publicació és editada per l'Institut d'Estudis Eivissencs.
La publicació és una de les responsables de la divulgació cultural a Eivissa i Formentera i embrió de l'Enciclopèdia d'Eivissa i Formentera, segons Enric Ribes i Marí, actual director. Les temàtiques de la revista són variades (història de les Pitiüses, arqueologia, botànica, creacions literàries, escriptors...) i els articles sempre tracten sobre aspectes de les Pitiüses. La majoria dels seus redactors són locals. Per la seva importància cal destacar treballs d'investigació i recerca, textos històrics i creacions literàries.

## Altres fonts consultades
- Entrevista presencial amb Enric Ribes i Marí, un dels actuals directors de la publicació.